# البسلان
ال بسلان یک منطقهٔ مسکونی در یمن است که در استان صنعا واقع شده‌است.